# 팔도주방장
"팔도주방장"은 1987년에 개봉한 대한민국의 영화이다.

## 캐스팅
- 양훈
- 김만혜
- 정애자
- 배일집 : 대전주방장 역
- 조정현 : 전주주방장 역
- 한월순 : 전주주방장 역
- 여정건 : 광주주방장 역
- 유하연 : 광주주방장 역
- 박창현 : 목포주방장 역
- 김영옥 : 목포주방장 역
- 홍명구 : 강원도주방장 역
- 조혜수 : 강원도주방장 역
- 이규혁 : 부산주방장 역
- 김혜영 : 부산주방장 역
- 강석 : 울산주방장 역
- 김지희 : 울산주방장 역
- 이숙희 : 울산주방장 역
- 이기철 : 대구주방장 역
- 김한일 : 대구주방장 역
- 조주미 : 대구주방장 역
- 김동수 : 서울주방장 역
- 김용란 : 서울주방장 역
- 백송
- 강유일
- 최근제
- 유일문
- 강종태
- 오덕윤
- 최성웅 (특별출연)
- 김정수 (특별출연)